# Distrikt Mórrope
Der Distrikt Mórrope liegt in der Provinz Lambayeque in der Region Lambayeque in Nordwest-Peru. Der Distrikt wurde am 12. Februar 1821 gegründet. Er hat eine Fläche von 1057,66 km². Beim Zensus 2017 lebten 48.209 Einwohner im Distrikt. Im Jahr 1993 lag die Einwohnerzahl bei 29.902, im Jahr 2007 bei 39.174. Die Distriktverwaltung befindet sich in der 16 m hoch gelegenen Kleinstadt Mórrope mit 8680 Einwohnern (Stand 2017). Die Stadt Mórrope liegt 21 km nordwestlich der Provinzhauptstadt Lambayeque an der Straße von Lambayeque nach Piura.

## Geographische Lage
Der Distrikt Mórrope liegt an der Pazifikküste im Westen der Provinz Lambayeque. Er besitzt einen etwa 65 km langen Küstenabschnitt am Meer. Die Mündungslagune des Río Motupe liegt im Distrikt. Die Landschaft besteht überwiegend aus Wüste. Die Nationalstraße 1N (Panamericana) durchquert den Distrikt in nordwestlicher Richtung.
Der Distrikt Mórrope grenzt im Norden an den Distrikt Olmos, im Osten an die Distrikte Pacora, Túcume und Mochumí sowie im Süden an den Distrikt Lambayeque.

## Ortschaften
Im Distrikt gibt es neben dem Hauptort Mórrope vier größere Ortschaften (centros poblados):
- Cruz del Medano (3710 Einwohner)
- El Romero (1058 Einwohner)
- La Colorada (1270 Einwohner)
- Los Pósitos (879 Einwohner)

Ferner befinden sich im Distrikt 36 kleinere Ortschaften (caseríos).